# Molossos
Molossos – syn Neoptolemosa i jego branki Andromachy. Zginąłby wraz z matką z rąk zazdrosnej Hermiony, żony ojca; jednak uratował ich stary Peleus. Taką wersję przedstawia dramat Eurypidesa Andromacha.